# Retrato de Johannes y Anna Cuspinian

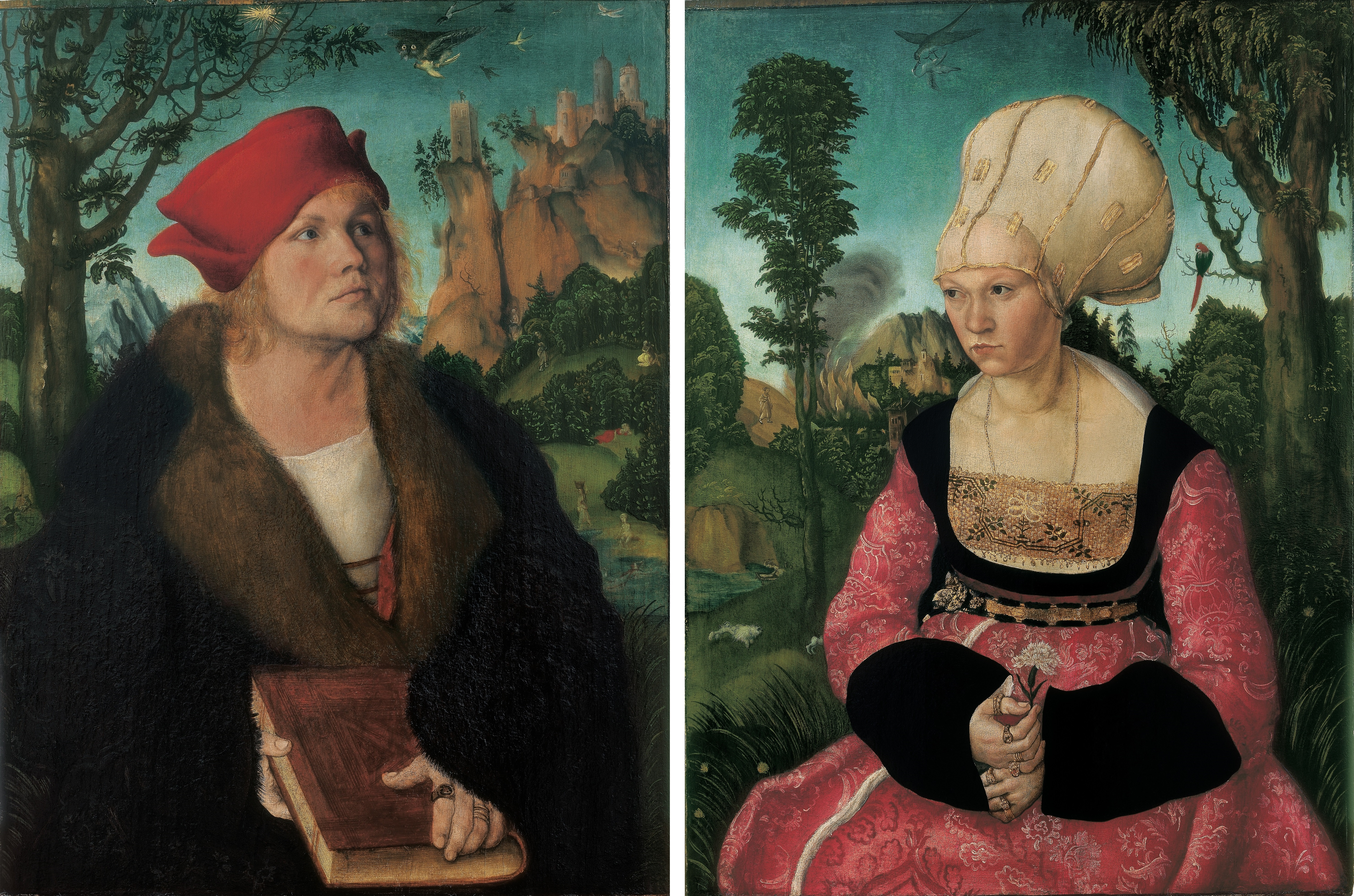
Retrato de Johannes y Anna Cuspinian.

Retrato de Johannes y Anna Cuspinian es una obra de Lucas Cranach el Viejo, pintada alrededor de 1502, cuando el artista estaba activo en Viena. Muestra al doctor Johannes Cuspinian (también conocido como Spießheimer) y su esposa Anna Cuspinian, de soltera Putsch.
Se desconoce la procedencia original de la obra. Se sabe que estuvo en manos del rey inglés Carlos I. Después será propiedad de la familia Locker-Lampson y el barón Sandys. En circunstancias desconocidas, terminó en una tienda de antigüedades en Lucerna y luego en la galería Julius Böhler, donde compró la obra Oskar Reinhart. Actualmente se encuentra en el 'Am Römerholz', el museo Oskar y Theodor Reinhart en Winterthur, Zúrich, Suiza.

## Descripción
La obra consta de dos tablas, una de las cuales, la que porta el retrato de Johannes, está pintada por ambas caras. El reverso de la segunda está cubierto con una pintura oscura uniforme. La parte anterior forma el retrato de los Cuspinian. Aunque el retrato es bipartito, forma un conjunto uniforme en el entorno y composición generales. Tanto Johannes como Anna aparecen de tres cuartos, hasta las rodillas, en poses bastante similares; La figura de Anna es, en cierto modo, una imagen especular de la de Johannes. Ambos se sientan en el suelo cubierto de hierba exuberante.
Johannes Cuspinian es retratado como un hombre en su mejor momento, que mira con orgullo un poco hacia arriba. El rostro está modelado con delicadeza, especialmente los labios carnosos, cejas y cabello rubio. El pintor destacó la ceja derecha, los iris oscuros de los ojos azules y el hueso nasal. Lleva un gorro rojo en la cabeza. La camisa blanca está cubierta con un abrigo oscuro y pesado, brocado con adornos florales, con un amplio cuello de piel. En sus manos sostiene un libro grueso y cerrado con una decorativa encuadernación roja. Anna Cuspinian, como su esposo, no esconde el orgullo aristocrático, el sentido del valor y la elegancia, que se enfatiza con un atuendo elegante y ricamente decorado. Sosteniendo un clavel blanco en sus manos, mira a su esposo. Tiene ojos grandes, de color castaño oscuro, nariz grande, labios carnosos, con los arcos de las cejas delicadamente enfatizados y  las mejillas ligeramente regordetas. Su cabello está oculto por una cofia blanca alta, acampanada en la parte superior, decorada con aplicaciones y cintas doradas. Está vestida con un elegante vestido rosa oscuro, con forro blanco, mangas negras y escote recortado, abrochado con un cinturón negro y dorado. La seda rosa del vestido está decorada con un estilizado brocado floral y geométrico, mientras el escote muestra una tela dorada con un patrón de hojas de color verde oscuro y una greca negra.
El fondo es un pintoresco paisaje montañoso formado por abismos y acantilados rocosos, arboledas, matas de arbustos y colinas cubiertas de hierba que forman un pequeño valle cubierto por las aguas de un lago. La exuberante flora se ve acentuada por tres árboles, dos en los bordes de la composición y el tercero, junto a Anna. La naturaleza se complementa con numerosos pájaros y dos perros blancos que corren sobre la hierba. En los acantilados rocosos hay dos castillos, junto a uno de ellos (en la tabla de Anna) hay un fuego por encima del cual se elevan nubes negras de humo. El castillo del retrato de Johannes se caracteriza por una torre separada que se eleva sobre un acantilado rocoso. El paisaje está animado por personajes que aparecen en varios lugares.

## Análisis
La representación de los cónyuges es del tipo retrato doble. Originalmente, probablemente era un díptico, que se cerraba como un libro, como lo demuestran no solo las dimensiones similares de ambas obras, sino también los escudos fragmentarios de los esposos en el reverso del retrato de Johannes, con joyas exquisitamente decoradas. Tipo de retrato común en el arte flamenco, este es sin embargo el primero conservado en tierras alemanas. El motivo de la creación de esta obra fue la boda de los retratados. Johannes Cuspinian, natural de Franconia, fue escritor, médico y erudito en la corte del emperador Maximiliano I; se sabe que en 1492 se trasladó a Viena, donde conoció a Anna Putsch, hija del tesorero imperial.
El paisaje y la escenografía arquitectónica enriquecida con figuras no es solo un complemento estético de la composición, creando una atmósfera lírica específica, sino que también incluye numerosos contenidos simbólicos. El paisaje se ha convertido aquí en un vehículo de expresión, resonando con las emociones de los cónyuges. Simboliza el macrocosmos en relación con el individuo humano y el microcosmos que es la totalidad de la esfera emocional, legible en la postura del personaje, especialmente en la persona de Johannes, quien no solo expresa con orgullo su estatus, sino que según los investigadores, se supone que su cabeza levantada significa que escucha los sonidos de la naturaleza. Escuchar fue un elemento importante en la visión del neoplatónico italiano Marsilio Ficino, quien afirmó que escuchar música, su ritmo y armonía conduce a la felicidad espiritual. Además, el paisaje es una ilustración del topos del paraíso plasmado en el humanismo como el jardín del deleite y el placer espirituales.
La gorra roja en la cabeza de Cuspinian hace referencia a su función de médico: "Medicus Rubras fert Corpore vestes" (el médico viste ropa roja). Las mujeres que nadan en el lago se interpretan como las nueve Musas dirigidas por Apolo. Un peculiar equilibrio compositivo y simbólico es la yuxtaposición de las aguas del lago con el fuego de la colina, que se considera una alusión al pensamiento de Plutarco, quien afirma que el agua simboliza al hombre y el fuego simboliza a la mujer. Este fuego, también interpretado en términos cristianos, es una alusión a la zarza ardiente (Ex 3, 2) que "ardía con fuego y no ardía", que se refiere a María y su Inmaculada Concepción. La castidad de María fue un ejemplo ético para las mujeres casadas durante muchos siglos.
El retrato de Johannes y Anna Cuspinian es testimonio de una nueva dimensión de sensibilidad y conciencia humanista que acompaña a la percepción de la naturaleza, estrechamente relacionada con las nuevas tendencias que se perfilan en el arte de las primeras décadas del siglo XVI al norte de los Alpes, donde las influencias del Renacimiento italiano iniciaron cambios estilísticos. Lucas Cranach el Viejo, que se encontraba entonces en Viena, junto con otros maestros de la época que operaban en el valle del Danubio, como Jörg Breu el Viejo, Wolf Huber y Albrecht Altdorfer contribuyeron a la emancipación del paisaje en la pintura, cambiando la actitud de las figuras pintadas hacia la naturaleza; ambos factores entonces se integraron. Esta característica es un elemento importante para la denominada Escuela del Danubio, que es claramente una influencia en este retrato doble.